# Hilda Dallas

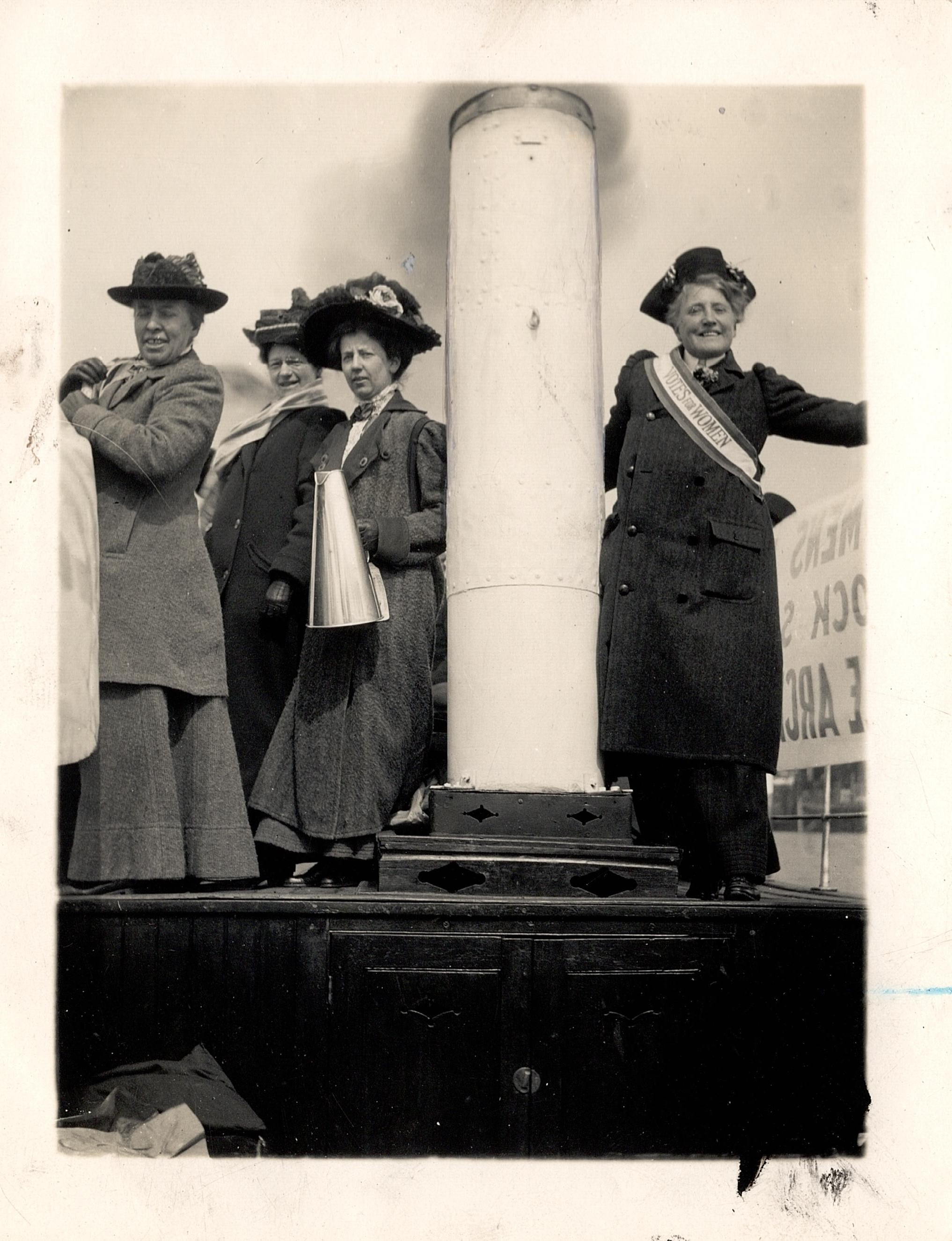
Hilda Dallas (Mitte, mit Megaphon) beim Oxford Cambridge Boat Race

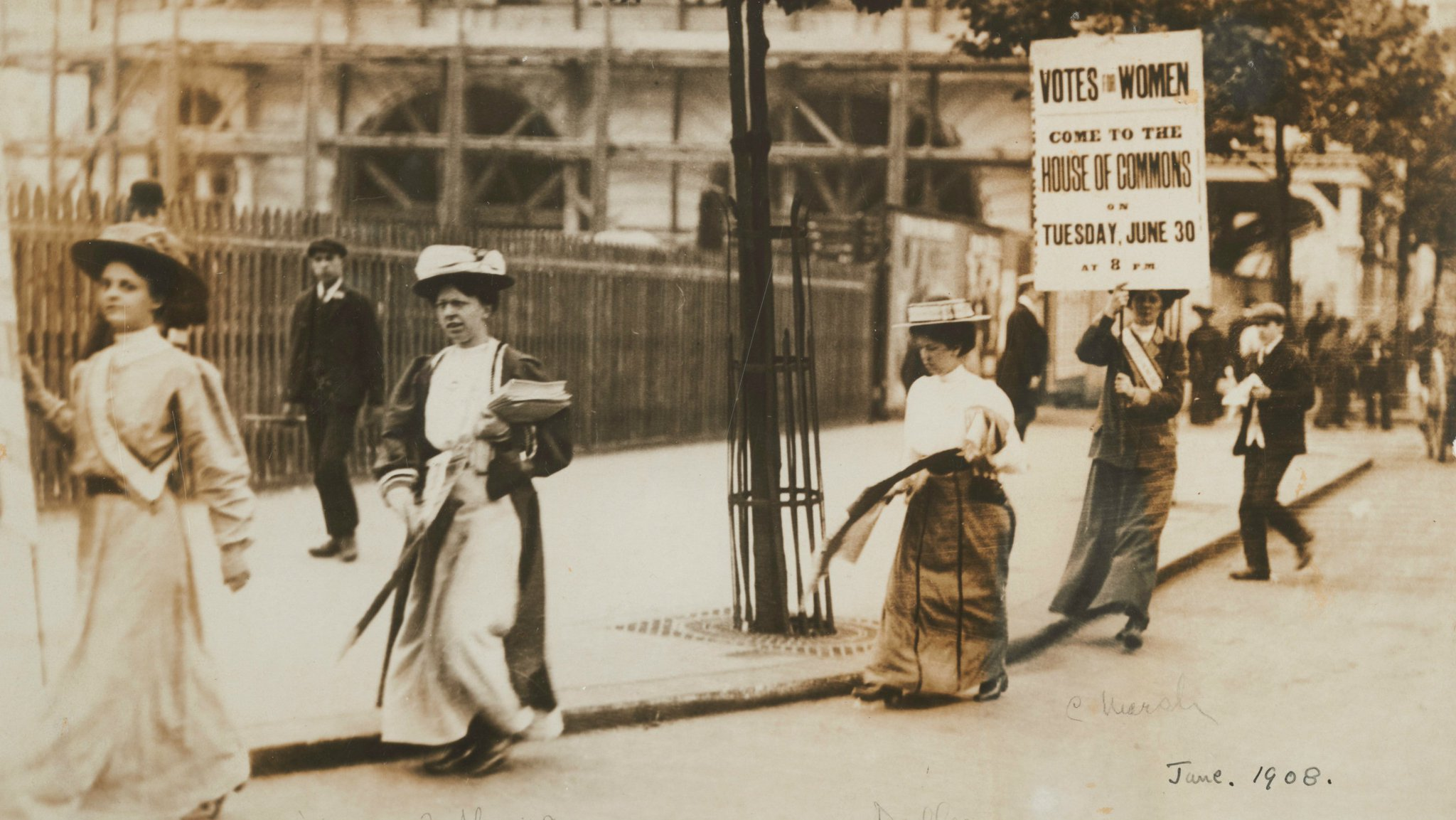
Demonstration in London, 30. Juni 1908; von links: Dorothy Hartopp Radcliffe, Dora Beedham (mit Flugblättern), Hilda Dallas und Charlotte Marsh (mit Plakat)

Hilda Mary Dallas (* 6. Februar 1878 im Japanischen Kaiserreich; † 1958 in London) war eine britische Künstlerin und Suffragette, die Plakate und Karten für Frauenwahlrechtskampagnen entwarf und eine führende Rolle in der Women’s Social and Political Union (WSPU) einnahm. Als Pazifistin sammelte sie Gelder aus allen Teilen der Gesellschaft, produzierte und entwarf Bühnenbild und Kostüme für die 1929 im Royal Court Theatre aufgeführte Antikriegssatire The Rumour.

## Leben
Dallas wurde im damaligen Kaiserreich Japan geboren, während ihr Vater Charles Dallas dort Englisch unterrichtete. Sie hatte eine 1883 geborene Schwester Irene.
Dallas kehrte entweder alleine oder mit ihrer Familie vor 1901/1902 nach Großbritannien zurück, wo Dallas Studentin an der Slade School of Fine Art in London wurde. Ihre Werke wurden von der Allied Artists Association und der Society of Women Artists ausgestellt. Dallas schloss sich dem Suffrage Atelier an, einer Gruppe von Künstlerinnen, die ihre Kunst zur Unterstützung der Frauenwahlrechtsbewegung einsetzten.
Dallas beteiligte sich an den sogenannten „Plakatprotesten“ der WSPU, bei denen kleine Gruppen von Frauen, die Votes for Women oder andere Publikationen zum Verteilen bei sich trugen und verkauften, durch die Straßen Londons zogen, um auf sich aufmerksam zu machen und Werbung zu machen, wobei im Vergleich zu Massendemonstrationen die Gefahr gewalttätiger Reaktionen seitens der Gegner geringer war. Eine überlieferte Aufnahme zeigt Dallas mit Dora Beedham, Dorothy Hartopp Radcliffe und Charlotte Marsh, die ein Plakat trägt, das für das „Frauenparlament“ in der Caxton Hall am 30. Juni 1908 wirbt. Bei einer anderen Aktion störte sie mit Maud Joachim und zwei weiteren Suffragetten das Oxford Cambridge Boat Race.
1908 und 1909 unterstützte sie die Arbeit der WSPU finanziell. Dallas wurde dann Organisatorin der Zweigstelle der WSPU St Pancras in London.
1909 entwarf Dallas ein neues Werbeplakat, das eine Frau zeigt, die die WSPU-Zeitschrift Votes for Women hochhält, mit dem Preis (1 Pence 1d) und der Aufschrift „Wanted Everywhere“. Dieses Plakat war in Auftrag gegeben worden, nachdem ihr erstes Plakat aus dem Jahr 1903 mit der Aufschrift „Read Our Paper“ für den Start des Straßenverkaufs der Zeitschrift verwendet worden war, und wurde darin als „charmante Werbung“ beschrieben. Es wurde ihr zugeschrieben, den Verkauf in Brighton damit gesteigert zu haben. Auf dem Höhepunkt der Frauenrechtskampagnen wurden landesweit jede Woche 40.000 Exemplare von Votes for Women verkauft. 2018 wurde ein Bild von 1903 auf dem Cover von Art and Suffrage: A Biographical Dictionary of Suffrage Artists von Elizabeth Crawford (2018) verwendet. Der Entwurf von 1908 wurde 2018 als „eine optimistische Vision der Gleichberechtigung“ im Grafikdesign von Frauen im letzten Jahrhundert beschrieben.
Der Schriftzug „Wanted Everywhere“ wurde für die WSPU-Sommerferieninitiative von 1912 verwendet. Der Slogan konnte beides andeuten, dass die Zeitschrift oder dass das Frauenwahlrecht „in jedem Winkel der britischen Inseln“ gesucht ist. Die Organisatoren der Kampagne gingen davon aus, dass das neue Design von den Mietern von Ferienhäusern oder Zeitungskiosken gerne angenommen würde, um ihre Unterstützung für die Sache zu zeigen und sie zur Schau zu stellen. Mengenrabatte wurden gewährt. Eine Aktivistin berichtete, dass es bereits im Bahnhofsladen von Woodbridge auslag, als sie die Zeitungen verteilte.
Wie die Plakate waren auch Weihnachtskarten von Dallas 1909 in den WSPU-Farben grün, weiß und violett gehalten und sollten zusammen mit zwei anderen Karten in den WPSU-Läden an Weihnachten 100 Pfund einbringen. Bei einem Preis von 3 Penny; mussten dazu 8.000 Karten verkauft werden. Die Schaufenster der Läden wurden saisonal mit WSPU-Geschenken, -Karten und -Literatur bestückt. Der Laden in der Kilburn High Road hatte eine Puppe, die wie auf dem Plakat von Hilda Dallas gekleidet war und eine Kopie des Plakats auf den Schultern trug. Sie lockte ein junges Mädchen an, das 2 Pence bot, um die Suffragetten „mal ansehen“ zu dürfen, woraufhin ihr gesagt wurde, dass die Besichtigung kostenlos sei.
Im Januar 1910 übernahm Dallas wieder eine direktere Rolle und organisierte das WSPU-Büro in der Newman Street in Westminster, von wo aus Suffragetten in verschiedene Wahlbezirke entsandt und die örtliche Kampagne „Keep the Liberal Out“ zu koordinieren, eine Position, die die WSPU einnahm, da die liberale Regierung es versäumt hatte, Frauen das Wahlrecht zu gewähren. Bei der Volkszählung von 1911 wurden weder Hilda Dallas noch ihre Schwester Irene in ihrem Haus noch an einer anderen Adresse erfasst, sie gehörten also zu den Verweigerern der Volkszählung, die argumentierten, dass Frauen, die nicht als wahlberechtigte „Bürgerinnen“ angesehen wurden, bei der Volkszählung auch nicht gezählt werden sollten. Zu Weihnachten 1911 zeigt ein Entwurf von Dallas für eine WSPU-Weihnachtskarte einen violetten Weihnachtsmann, der eine Votes for Women-Postkarte hält.
1912, nach einer Spaltung der WSPU-Führung, wurde The Suffragette zu ihrer Wochenzeitschrift, und Dallas entwarf ein Plakat mit einer Jeanne-d’Arc-ähnlichen Figur, auf deren Wappenrock das Wort „Justice“ zu lesen ist, die eine Rüstung und ein Schwert trägt sowie einen WSPU-Wimpel in der Hand hält.
Dallas’ Zeichnung To Buckingham Palace erneut in den Farben der WSPU zeigte die Abordnung der Suffragetten zum Buckingham Palace am 21. Mai 1914, wo ihnen eine Audienz bei König Georg V. offiziell verweigert worden war. Das Bild wurde auf einem Flugblatt verwendet, mit dem die Suffragetten um Unterstützung für die Frauen warben, die trotz der Ablehnung erneut Zugang zum Palast fordern wollten. Ziel war es, eine ausreichende Teilnehmerinnenzahl zu erreichen, um eine Wiederholung der Polizeigewalt des Schwarzen Freitags zu verhindern. Trotz dieses Aufrufs wurde Emmeline Pankhurst bei der Demonstration von der Polizei vom Ort des Geschehens weggetragen.
Während des Ersten Weltkriegs wurde Dallas zur Pazifistin. Dallas war die treibende Kraft bei der Beschaffung von 5.000 Pfund für eine Produktion von C. K. Munros Antikriegsstück The Rumour, das 1929 im Royal Court Theatre aufgeführt wurde. Produktion, Design und Kostüme stammten von Dallas, ebenso das Bühnenbild, von dem sich Teile sowie die Kostüme im Victoria and Albert Museum befinden. The Vote berichtete von „einhelligem Beifall“ der Kritiker und stellte fest, dass Dallas’ Bühnenbilder „für ihre Einfachheit und brillante Wirkung sehr gelobt“ wurden. Die Geschichte von Dallas’ Engagement erschien am 1. März 1929 auf der Titelseite des London Daily Herald in einem Artikel mit der Überschrift Romance of Peace Play. In dem Artikel hieß es, sie habe eine Produktionsfirma gegründet, um The Rumour auf die Londoner Bühne zu bringen, nachdem sie sich mit einem Oberst aus dem Ersten Weltkrieg getroffen hatte, der einen weiteren großen Konflikt „in etwa 10 Jahren […] mit all unseren jungen Männern […] als «Kanonenfutter»“ voraussagte, wenn nicht etwas getan würde, um die Öffentlichkeit aufzuklären – und er hätte sie direkt gefragt: „Was werdet ihr Frauen dagegen tun?“
Dallas und ihre Schwester Irene schlossen sich den Christlichen Wissenschaftlern an und wurden als solche am 29. September 1939 in 77 Edith Road, Barons Court, London, registriert. Die Schwestern lebten bis zu Dallas’ Tod im Jahr 1958 zusammen.

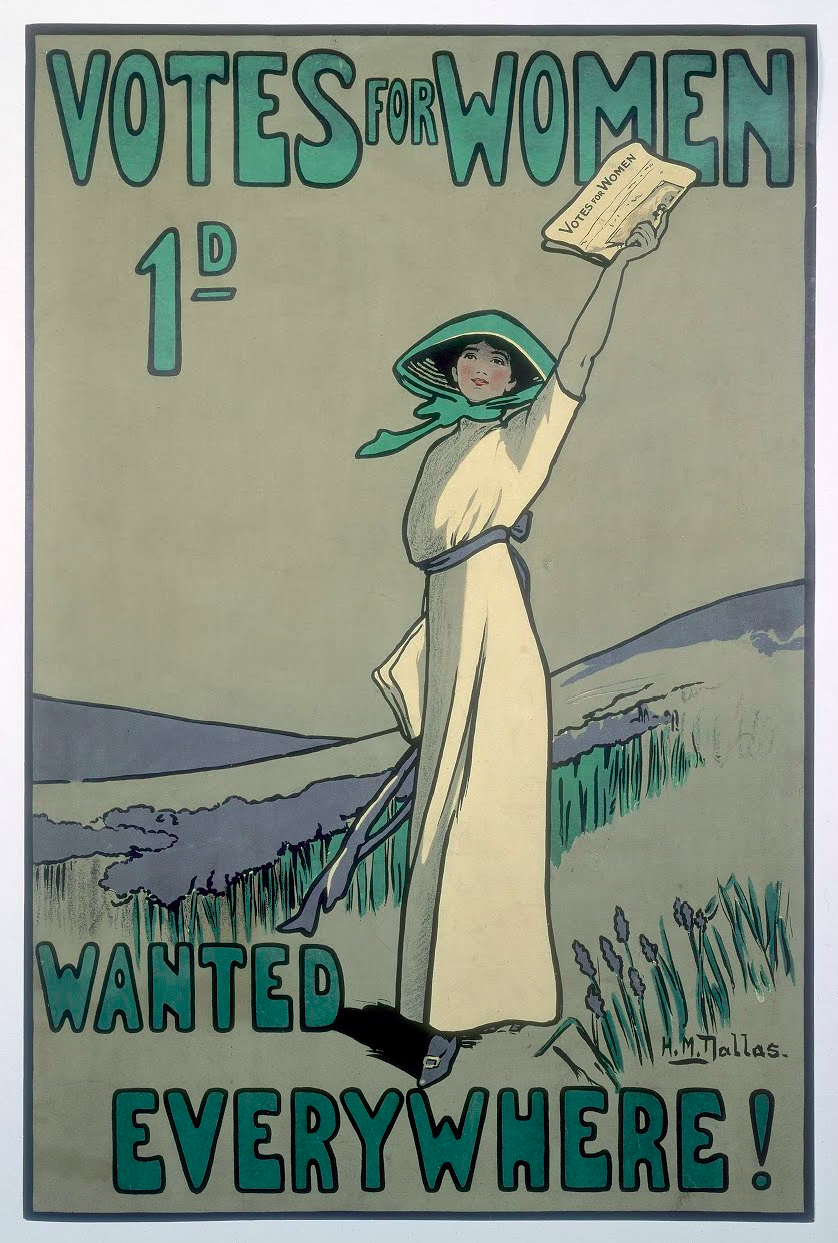
Votes for Women, Werbeplakat von Hilda Dallas, 1909
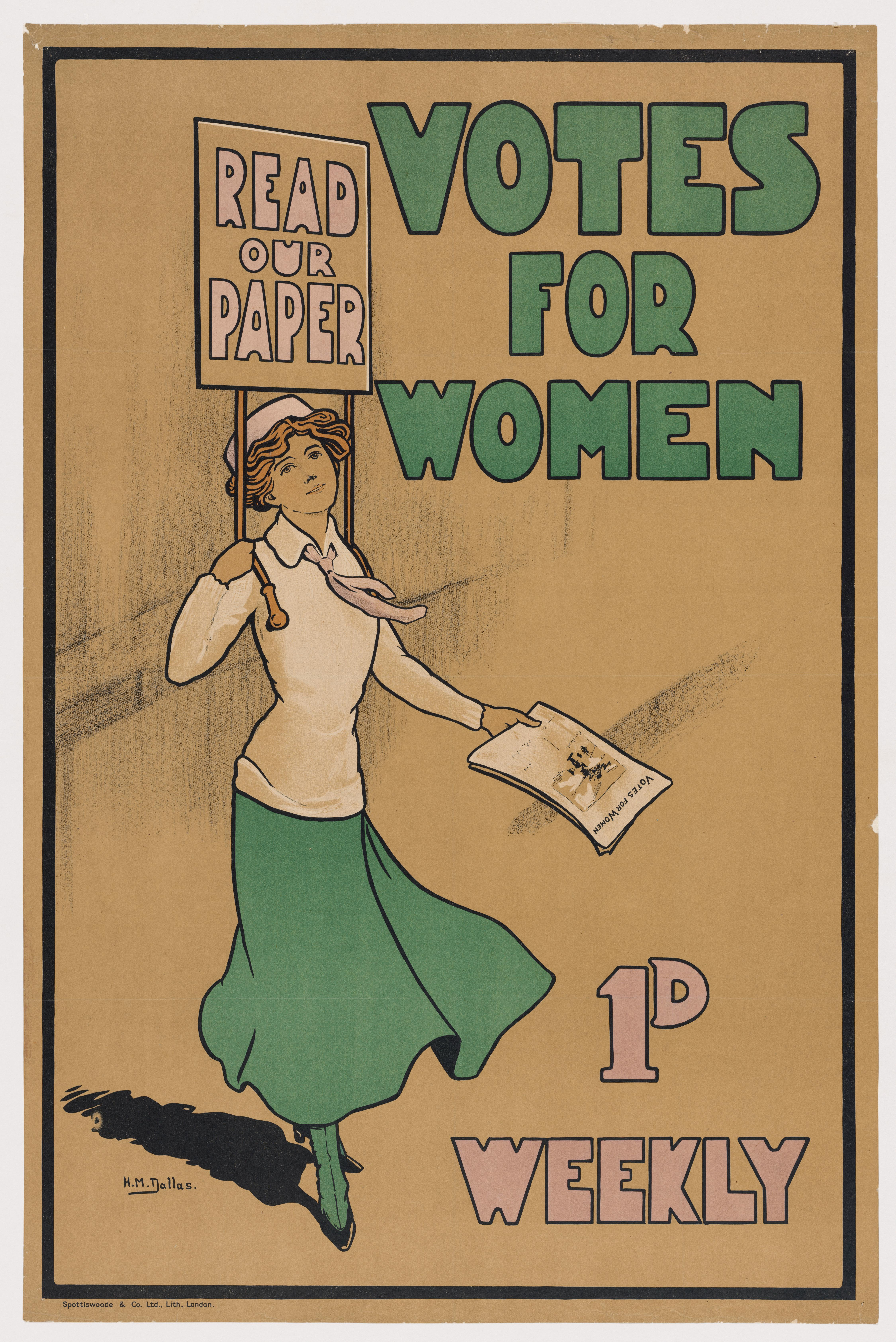
Votes for Women, Werbeplakat von Hilda Dallas, 1903
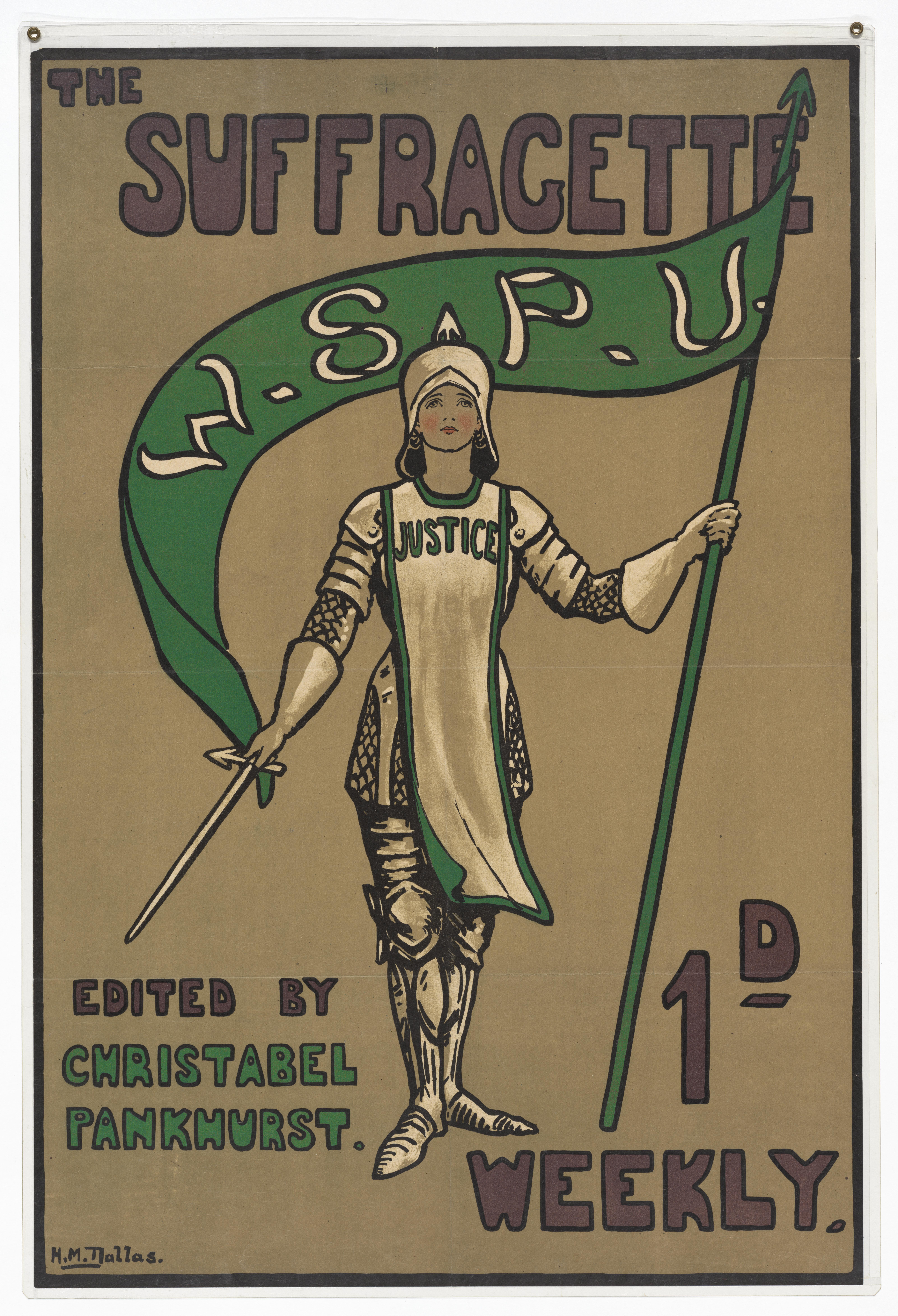
The Suffragette, Werbeplakat von Hilda Dallas, 1912